# Konj z ročaji
Konj z ročaji je gimnastično orodje, na katerem tekmujejo moški gimnastičarji. V preteklosti je bil konj izdelan iz lesa, obdanega z naravnimi materiali in odetega v usnje. Danes so orodja lahko izdelana tudi iz plastičnih materialov in odetega v sintetično »kožo«.

## Dimenzije
Mere orodja povzete po FIG:
- Višina 115 cm, vključno z 20 cm visoko doskočno blazino
- Dolžina 160 cm
- Širina 35 cm
- Višina ročajev 12 cm
- Razdalja med ročaji 40 cm do 45 cm (nastavljivo)